# Прича о играчкама 4
Прича о играчкама 4 (енгл. Toy Story 4) је амерички 3Д рачунарски-анимирани филм студија Пиксар из 2019. године. Четврти је филм у серијалу Прича о играчкама и наставак је филма Прича о играчкама 3 (2010). Режију потписује Џош Кули, према сценарију који су написали Стефан Фолсом и Ендру Стантон. Том Хенкс, Тим Ален, Ени Потс, Џоун Кјузак, Дон Риклс (преко архивских снимака), Волас Шон, Џон Ратзенбергер, Естел Харис, Блејк Кларк, Бони Хант, Џеф Гарлин, Кристен Шал и Тимоти Далтон репризирају своје улоге из претходна три филма. Њима се придружују Тони Хејл, Киган-Мајкл Кеј, Џордан Пил, Кристина Хендрикс, Кијану Ривс и Али Маки, који позајмљују гласове новим ликовима.
Радња се директно наставља на филм Прича о играчкама 3 и прати шерифа Вудија, База Светлосног и остале играчке, који су пронашли нову сврху живећи са Бони. Њима се придружује Форки, виљушка коју је Бони претворила у играчку, након чега сви одлазе на породично путовање. Филм је посвећен Риклсу, који је преминуо 2017. и аниматору Адаму Берку, који је преминуо 2018. године.
Филм је премијерно приказан 11. јуна 2019. у Лос Анђелесу, док је у америчким биоскопима реализован 21. јуна исте године. У Србији, филм је синхронизован на српски језик премијерно приказан 11. септембра 2019. године. Дистрибуцију је радио Тарамаунт филм, а синхронизацију Ливада продукција. Зарадио је 1,073 милијарди долара широм света, тако постајући најуспешнији филм у серијалу, као и осми најуспешнији филм из 2019. године. Добио је позитивне критике од стране критичара, који су нарочито похвалили причу, хумор, емоције, музику, анимацију и гласове. Освојио је Оскара за најбољи анимирани филм, што је учинило овај серијал првим који је ову награду освојио двапут, док је био номинован за исту награду у категорији за најбољу оригиналну песму.

## Радња
Kада Форки, играчка коју је Бони направила као део задатка, себе прогласи отпатком а не играчком, Вуди сматра да је његова улога да помогне Форкију да прихвати то да је он играчка. Али када Бони на породично путовање понесе целу банду играчака, Вуди ће се наћи у неочекиваној авантури у којој ће поново срести своју давно изгубљену пријатељицу, Бо Пип. После много година које је провела сама, њен авантуристички дух и живот у покрету изменили су њену нежну, порцеланску спољашњост. Вуди и Бо ће схватити да су, када оживе као играчке, потпуно различити, али и да им је то једна од најмањих брига.

## Улоге
| Лик                    | Оригинални глас   | Српски глас        |
| ---------------------- | ----------------- | ------------------ |
| Вуди                   | Том Хенкс         | Гордан Кичић       |
| Баз Светлосни          | Тим Ален          | Драгољуб Љубичић   |
| Бо Пип                 | Ени Потс          | Милена Предић      |
| Форки                  | Тони Хејл         | Милан Никитовић    |
| Даки                   | Киган-Мајкл Кеј   | Лако Николић       |
| Бани                   | Џордан Пил        | Драган Вујић       |
| Бони                   | Маделејн Мекгро   | Дарија Врачевић    |
| Габи Габи              | Кристина Хендрикс | Тамара Алексић     |
| Дјук Кабум             | Кијану Ривс       | Марко Марковић     |
| Гиги Пегица            | Али Маки          | Јелена Петровић    |
| Бонин тата             | Џеј Хернандез     | Јован Јелисавчић   |
| Бонина мама            | Лори Алан         | Јана Маричић       |
| Џеси                   | Џоун Кјузак       | Наташа Марковић    |
| Доли                   | Бони Хант         | Катарина Јанковић  |
| Трикси                 | Кристен Шал       | Милена Моравчевић  |
| Рекс                   | Волас Шон         | Милан Тубић        |
| Хем                    | Џон Ратзенбергер  | Дубравко Јовановић |
| Слинки                 | Блејк Кларк       | Бранко Јеринић     |
| Господин Кромпироглави | Дон Риклс         | Бранислав Платиша  |
| Госпођа Кромпироглава  | Естел Харис       | Нада Блам          |
| Шећерко                | Џеф Гарлин        | Марко Баћовић      |
| Барон Бодигаћа         | Тимоти Далтон     | Ненад Ћирић        |
| Ванземаљци             | Џеф Пиџон         | Горан Вукојчић     |
| Мали Енди              | Џек Макграу       | Тодор Јовановић    |
| Енди тинејџер          | Џон Морис         | Матеја Вукашиновић |
| Госпођа Дејвис         | Лори Меткалф      | Андријана Оливерић |
| Маргарет               | Џун Сквиб         | Тамара Павловић    |
| Борбени Карл           | Карл Ведерс       | Борис Пинговић     |
| Хармони                | Лила Сејџ Бромли  | Љиљана Плавшић     |
| Изгубљена девојчица    | Малија Баркас Гуд | Јана Јовановић     |
| Госпођица Венди        | Џулијана Хансен   | Марија Стокић      |
| Слонче                 | Мел Брукс         | Бора Ненић         |
| Старина                | Алан Опенхајмер   | Срђан Чолић        |
| Столичка               | Керол Барнет      | Маја Оџаклијевска  |
| Бити Вајт              | Бети Вајт         | Марија Русмир      |
| Карл Ринцерос          | Карл Рајнер       | Горан Вукојчић     |
| Аксел                  | Бил Хејдер        | Матеја Вукашиновић |
| Хармонина мама         | Патриша Аркет     | Сара Миловановић   |
| Кабум ТВ водитељ       | Фли               | Андреј Пиповић     |
| Карен Беверли          | Мелиса Виласењор  | Марија Русмир      |